# Drejeblomst
Drejeblomst (Physostegia virginiana) er en staude med en opret vækst og endestillede aks med lyserøde blomster. De enkelte blomster kan tvinges ud i andre retninger end dem, de er vokset frem i - deraf navnet. Planten og sorter af den bruges som haveplante.

## Kendetegn
Drejeblomst er en flerårig, urteagtig plante med en opret vækst. Den overvintrende del af planten danner en grundstillet bladroset med pileagtige blade. De hårløse stængler er uforgrenede og stift oprette, og de bærer bladene modsat stillede. Bladene er smalt lancetformede med tandet rand. Oversiden er blank og græsgrøn, mens undersiden er mat og lysegrøn. Blomstringen foregår i august-september, hvor man finder blomsterne samlet i endestillede aks. De enkelte blomster er 5 tallige og rørformet sammenvoksede med en to-lappet overlæbe og en tre-lappet underlæbe. Kronbladene er lyserøde i den vilde form, men der findes sorter med hvide, purpurrøde og røde blomster. Frugterne er kapsler med forholdsvis få frø.
Rodsystemet består af en kort, krybende jordstængel og mange trævlede rødder. Plantens navn skyldes den kendsgerning, at når man skubber til den enkelte blomst, drejes den ca. 60° og bliver siddende dér.
Planten bliver ca. 1 m høj, men da udløberne er korte når den ikke meget mere end ca. 25 cm i tværsnit.

## Hjemsted
Drejeblomst vokser naturligt i et område fra det sydøstlige Canada over USA (undtagen de vestligste stater) til Mexico. Arten er knyttet til lysåbne eller let skyggede voksesteder i sumpe, langs flodbredder og grøfter, i fugtige enge og skovområder samt i egentlige moser.
På gruset bund langs hurtigt strømmende vandløb i den midvestlige og østlige del af USA finder man et plantesamfund, der er domineret af Andropogon gerardii, Panicum virgatum og Baptisia australis. Her vokser arten sammen med bl.a. Allegheny-Prydløg, Almindelig Farvebælg, Amerikansk Gamagræs, Bidens frondosa (en art af Brøndsel), Blå Tågeblomst, Bredbladet Spidsgræs, Canadisk Kortlæbe, Eleocharis compressa (en art af Sumpstrå), Hjertebladet Brandbæger, Kalkunfod, Lespedeza violacea (en art af Kløverbusk), Prærie-Hirse, Prærie-Vadegræs, Solidago rupestris (en art af Gyldenris), Sorghastrum nutans og Virginsk Ærenpris

## Galleri
|  |  |
|  |  |

## Note
1. ↑  floridata: Physostegia virginiana Arkiveret 1. februar 2014 hos  Wayback Machine - en grundig beskrivelse på (engelsk)
2. ↑  Natureserve: Andropogon gerardii - Panicum virgatum - Baptisia australis Herbaceous Vegetation Arkiveret 8. januar 2006 hos  Wayback Machine – grundig beskrivelse af denne vegetationstype på (engelsk)